# غريغوري روث
غريغوري روث (بالإنجليزية: Gregory Ruth) هو مصارع هاوي أمريكي، ولد في 20 مايو 1939 في بيت لحم في الولايات المتحدة.

## وصلات خارجية
- غريغوري روث على موقع قاعدة بيانات المصارعة الدولية (الإنجليزية)
- غريغوري روث على موقع أوليمبيديا (الإنجليزية)